# 散居村

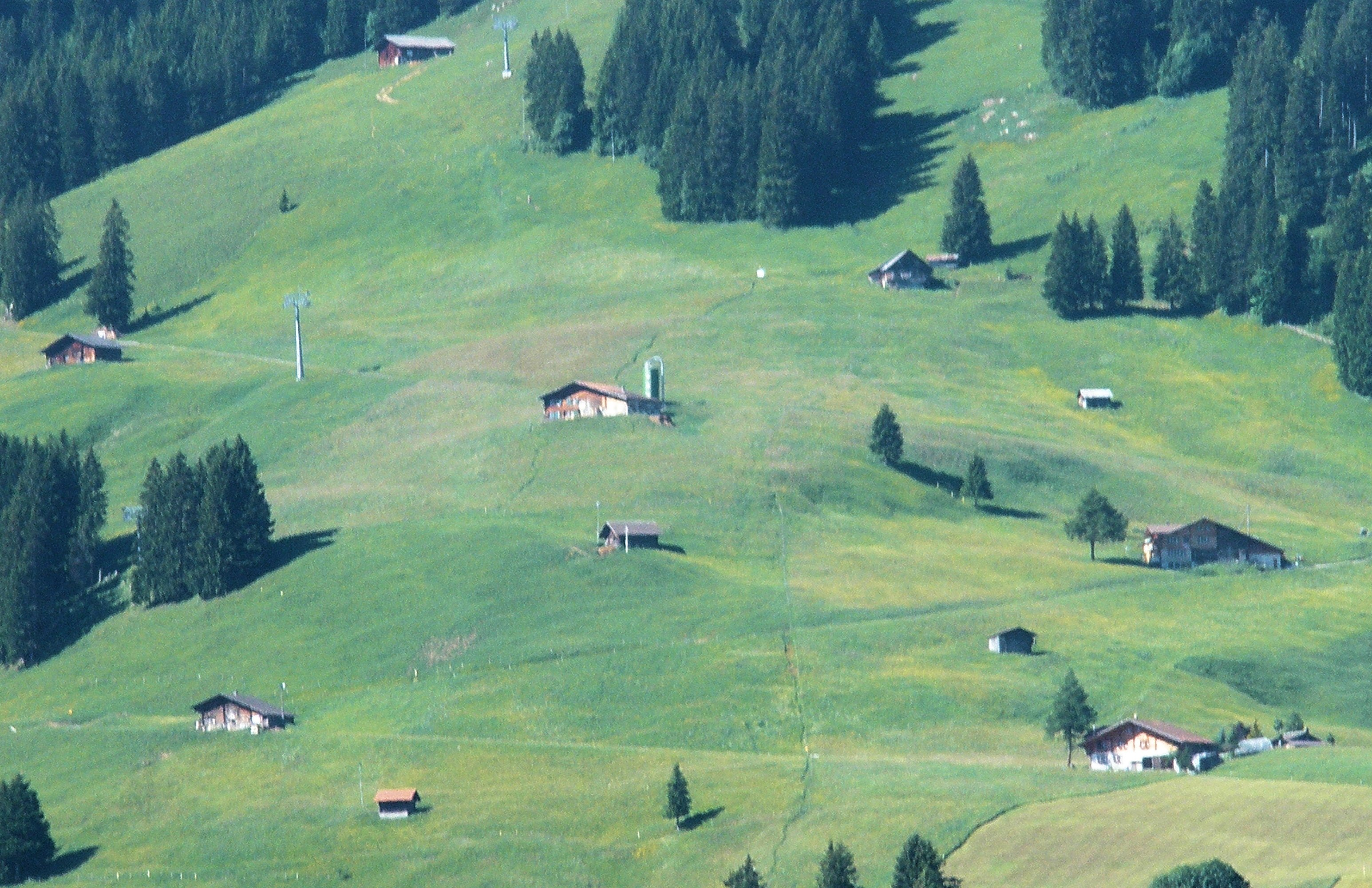
スイスのアーデルボーデンにある散居村

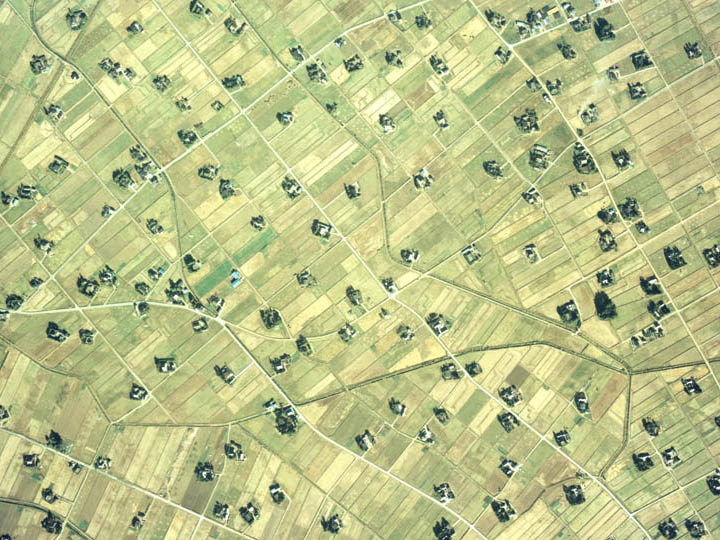
上空から見た富山県砺波平野の散居村

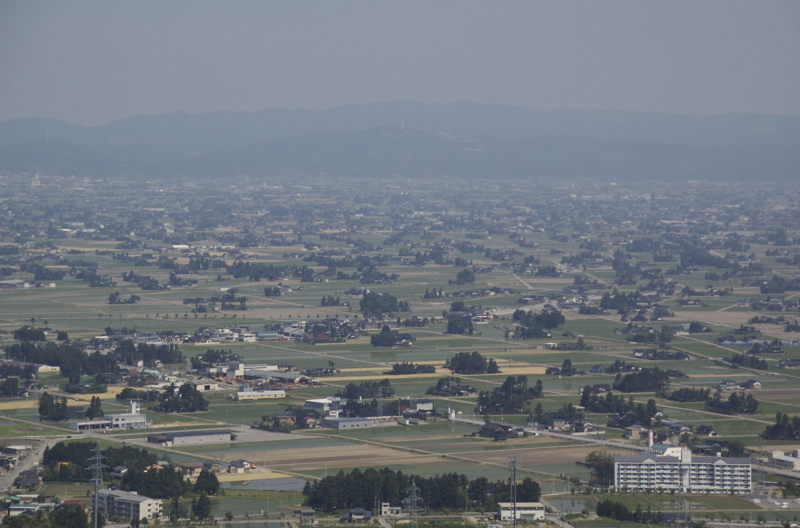
高台から望む砺波平野の散居村

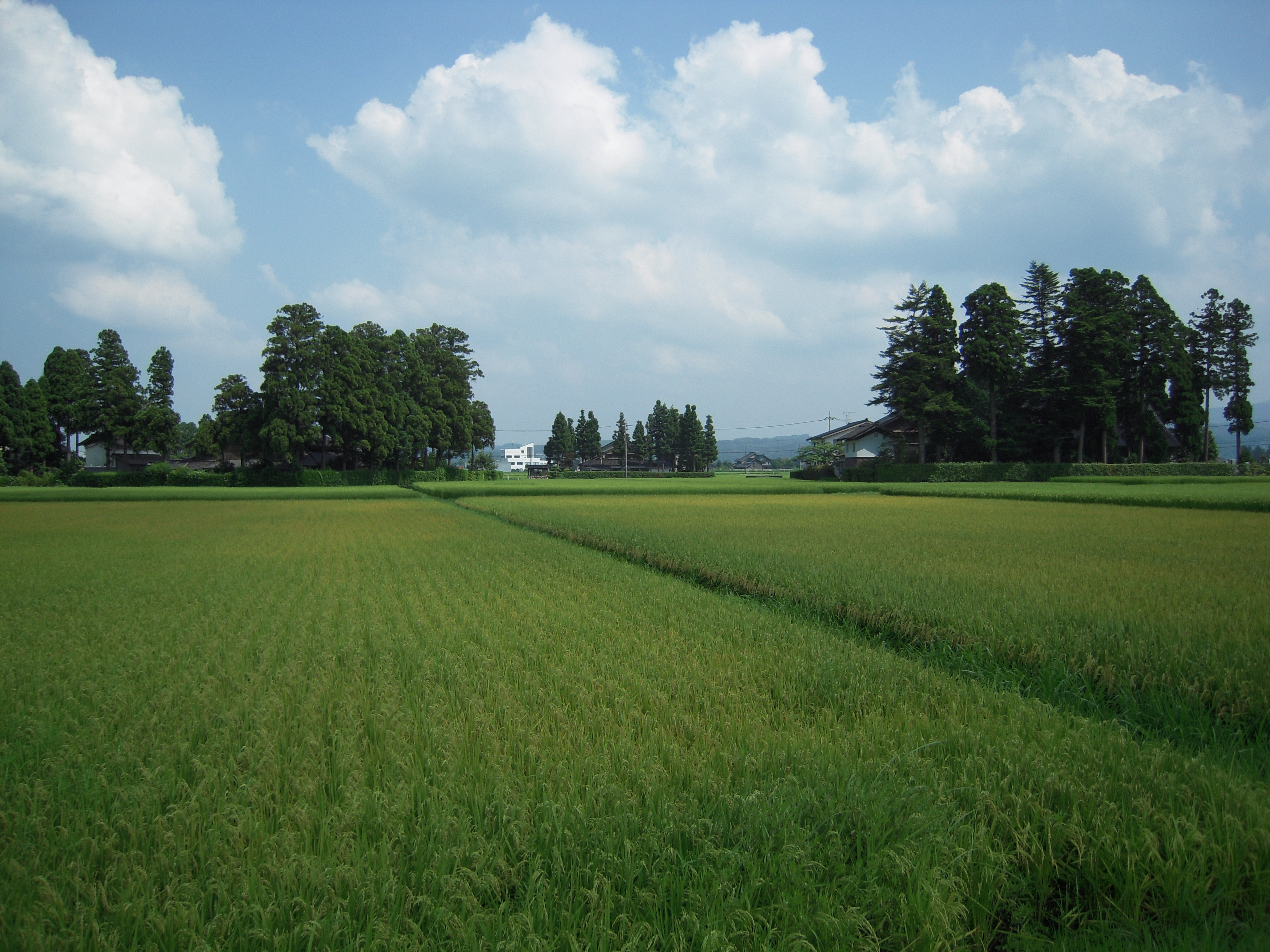
カイニョ（屋敷林）に囲まれた散居村の家々

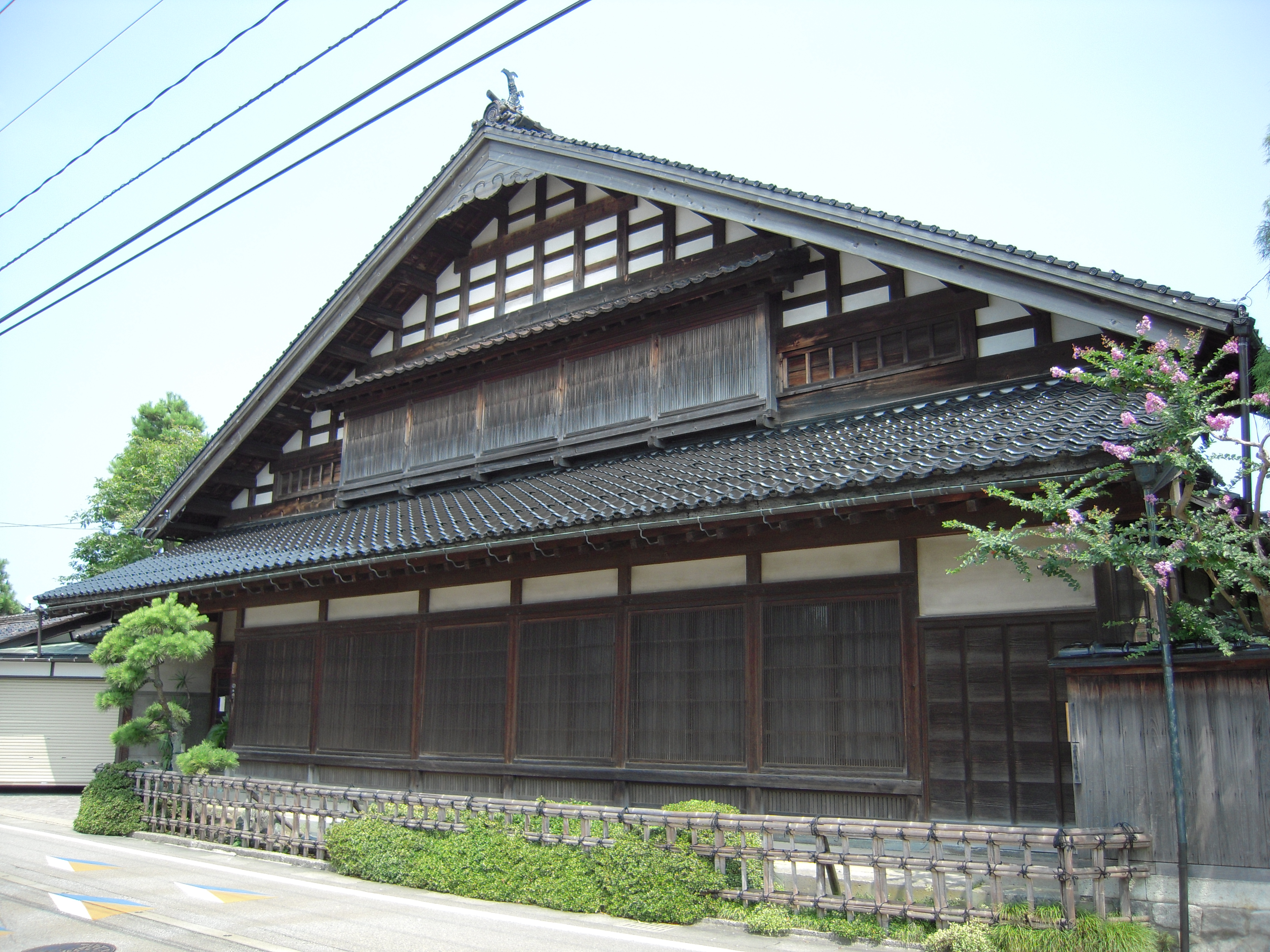
アズマダチの伝統家屋

散居村（さんきょそん）は、耕地など広大な土地の間に民家（孤立荘宅）が散らばって点在する集落形態。一般的には散村（さんそん）と呼ばれる。集村と対比して語られることが多く、一般には集村が普遍的で散村は比較的少ないと考えられているが、実際には世界的に広く見られる集落形態である。
日本においては島根県の出雲平野、香川県の讃岐平野、静岡県の大井川扇状地、長崎県の壱岐島、北海道の十勝平野、岩手県の胆沢扇状地、秋田県の横手盆地北部（仙北平野）、富山県の砺波平野や黒部川扇状地などがその典型例である。なかでも日本国内最大とされる砺波平野では現在、およそ220平方キロメートルに7,000戸程度が散在している。
世界ではイギリスの大半、フランス西部からライン川下流域、イタリアのポー川流域、スカンジナビア半島、バルカン半島北西部、エジプト、台湾北部、中国東北部の北部などで、民族にかかわりなく認められる。

## 成立の要因
自然条件、あるいは土地所有や相続制度など民族的伝統によって古くから成立したものもあるが、近代の開拓地で形成されたものが多い。国内では北海道の屯田兵村やいくつかの局地的なものを除くと、それらの起源は必ずしも明らかではない。砺波平野の散村は中世まで遡りうるが、一般的には治安が安定し、為政者にとっても農民にとっても生産性向上への関心が高まる近世期以降に形成または拡大したと考えられる。

## 砺波平野の散居村
砺波平野の散居村は、水田の間に点在する各家屋が周囲に屋敷林（方言で「カイニョ」）を育て、日本国内でも珍しい美しい景観をなしている。地元の人々も誇りにしており、砺波市立の博物館「となみ散居村ミュージアム」がある。
この景観が成立したのは、16世紀末から17世紀にかけてであると考えられている。砺波平野を流れる庄川は江戸時代以前にはしばしば氾濫したため、この地域に住みついた人々は平野の中でも若干周囲より高い部分を選んで家屋を建て、周囲を水田とした。このような住居と水田の配置は農業者にとっては便利であったため、砺波平野を含む越中国を納めていた加賀藩前田家による田地割政策下でもこの地域の農民たちは引地、替田を行って自宅周辺に耕作地を集めようとした。
砺波平野を含む北陸地方は、冬の気候が厳しい。山や他の建物に遮られず吹いてくる風雪や夏の日差しを和らげるため、家屋の周囲に屋敷林（カイニョ）を植えた。防風効果があるだけでなく、かつては枝葉は燃料に、木材は民具や家屋を新造・補修する際の材料にもなった。そのために杉が多く植えられたほか、栗や柿、梅は実を食用とした。女の子が生まれると、箪笥の材料になる桐を植え、嫁入りに備えた。「高 （土地）を売ってもカイニョは売るな」「塩なめてもカイニョを守れ」と大切にされた。
カイニョの手入れや伐採は大家族や親族、近隣の相互扶助により保たれてきたが、少子高齢化や過疎化で難しくなってきたため、「カイニョお手入れ支援隊」が高齢世帯の屋敷林管理を支援している。
なお、この地域の伝統的な家屋には「アズマダチ」（切妻造）や「マエナガレ」（平入り）がある。研究者として初めに注目したのは、京都帝国大学教授で地質学者の小川琢治である。

## 「散居村」と「散村」
家々が点在する集落形態を一般的には「散村」という。日本の地理学や社会科教科書などでは「散村」の用語が使われ、国内で広く浸透している。一方、砺波平野が所在する富山県内では「散居村」の用語が定着している。富山県内において散村という用語は、教育現場や地理学界以外ではほとんど目にすることがなく、散村が山村と同音で混同するといった理由などで行政やマスコミでは「散居村」が使われ、一般化している。それぞれの用語の歴史について見てみると、「散村」は1909年に上記の小川琢治が調査したのが始まりである。「散居村」という用語について確認できる最も古い資料は1952年の『アサヒグラフ』の「散居村 ―富山県[砺波平野にて―」というグラビアページである。既にこの頃「散居村」を使用していたことを示す資料ではあるが、「散居村」という用語が富山県内に広く普及していくのは1980年代（昭和50年代後半）以降である。